# Wep change the week
wep change the week（ウェップ・チェンジ・ザ・ウィーク）は、FM AICHIで2013年4月 - 2014年3月の間に放送されたラジオ番組。美容師がメインパーソナリティという音楽番組である。

## 概要
- 放送時間：土曜8:00 - 8:30（30分）
- パーソナリティは、美容師である野田ひろみと、ナビゲーターに山内ナオ。「change」をテーマに多数のアーティストを紹介している。
- 美容師目線ならではのルックスを重視したゲスト紹介をしている。

## 過去出演の主なゲスト
- 吉川晃司
- DAIGO
- 藤井フミヤ
- 原田真二
- SPYAIR
- access
- Salley
- 新里宏太
- THE ポッシボー
- Dorothy Little Happy
- LiSA
- 横山ルリカ
- 岩崎宏美
- BiS
- どぶろっく
- ドレスコーズ
- AMOYAMO
- ベイビーレイズ
- fumika
- ET-KING
- HERO
- nada
- Chu-Z
- DISH
- しがせいこ
- グッドモーニングアメリカ
- 高嶋桜子
- KOBUDO -古武道-
- 長谷直美
- T-SQUARE
- Yun*chi